# معاملة المثليين في تيمور الشرقية
يواجه الأشخاص من المثليين والمثليات ومزدوجي التوجه الجنسي والمتحولين جنسياً (اختصاراً: مجتمع الميم) في تيمور الشرقية تحديات قانونية واجتماعية لا يواجهها غيرهم من المغايرين جنسيا. يعتبر النشاط الجنسي بين الرجال وبين النساء في تيمور الشرقية قانونيا. لا يقدر الشركاء والأزواج المثليون على الزواج أو التبني، كما أن المنازل التي يعيش فيها الشركاء المثليون غير مؤهلة للحصول على نفس الحماية القانونية المتاحة للأزواج المغايرين.
تعتبر تيمور الشرقية رائدة في مجال حقوق الإنسان بما في ذلك حقوق المثليين في جنوب شرق آسيا، على الرغم من أنه لم يتم سن أي حماية قانونية للمواطنين من مجتمع الميم بعد. في عام 2011، وقعت البلاد "بيانًا مشتركًا بشأن إنهاء أعمال العنف وانتهاكات حقوق الإنسان ذات الصلة القائمة على التوجه الجنسي والهوية الجندرية" في الأمم المتحدة، تدين العنف والتمييز ضد مجتمع الميم. في يوليو 2017، بعد 15 سنة فقط من الاستقلال، تم تنظيم أول مسيرة فخر على الإطلاق في البلاد بدعم من الحكومة التيمورية. وكان من بين المشاركين في مسيرة الفخر مواطنون من مجتمع الميم، وراهبات، ورهبان دينيين، ومن سكان القبائل والطلاب والمسؤولين الحكوميين، واصبح الحدث يعقد سنويا منذ ذلك الوقت.

## قانونية النشاط الجنسي المثلي
يعتبر النشاط الجنسي المثلي قانونيًا منذ عام 1975.
يعتبر السن القانونية للنشاط الجنسي في تيمور الشرقية 14 عامًا، وفقًا للمادة 177 من قانون العقوبات..

## الاعتراف القانوني بالعلاقات المثلية
لا تعترف تيمور الشرقية بزواج المثليين ولا الاتحادات المدنية.

## الحماية من التمييز
لا توجد حماية قانونية قائمة على التوجه الجنسي أو الهوية الجندرية. كان هناك بند ضد التمييز على أساس التوجه الجنسي مدرج في المسودة الأصلية للدستور التيموري، لكن تم التصويت عليه من قبل 52 من أصل 88 نائبا قبل تفعيل الدستور في عام 2002.
ومع ذلك، منذ عام 2009، يعتبر التحيز على أساس التوجه الجنسي ظرفًا مشددًا في حالة الجرائم (إلى جانب العرق والجنس والدين والإعاقة، إلخ).

## ظروف الحياة
لدى الكنيسة الرومانية الكاثوليكية تأثير قوي في البلاد، وكانت الرافض الرئيسي للبند الدستوري لحماية المثليين والمثليات من التمييز. في عام 2002، عندما نوقش البند في البرلمان، قال سياسي مسيحي بارز إنه لم يكن هناك أي أشخاص مثليونن في تيمور الشرقية ووصف المثلية الجنسية بأنها «مرض».
لا يزال التمييز والعنف من أفراد الأسرة والمجتمع الأوسع يؤثر على الأشخاص من مجتمع الميم. وجدت دراسة استقصائية لعام 2017 شملت 57 امرأة شابة من من مجتمع الميم وشاركت في تأليفها الناشطة بيلا غالهوس أن 86% من المجيبات تعرضن للعنف البدني والنفسي.

## الحراك والنشاط

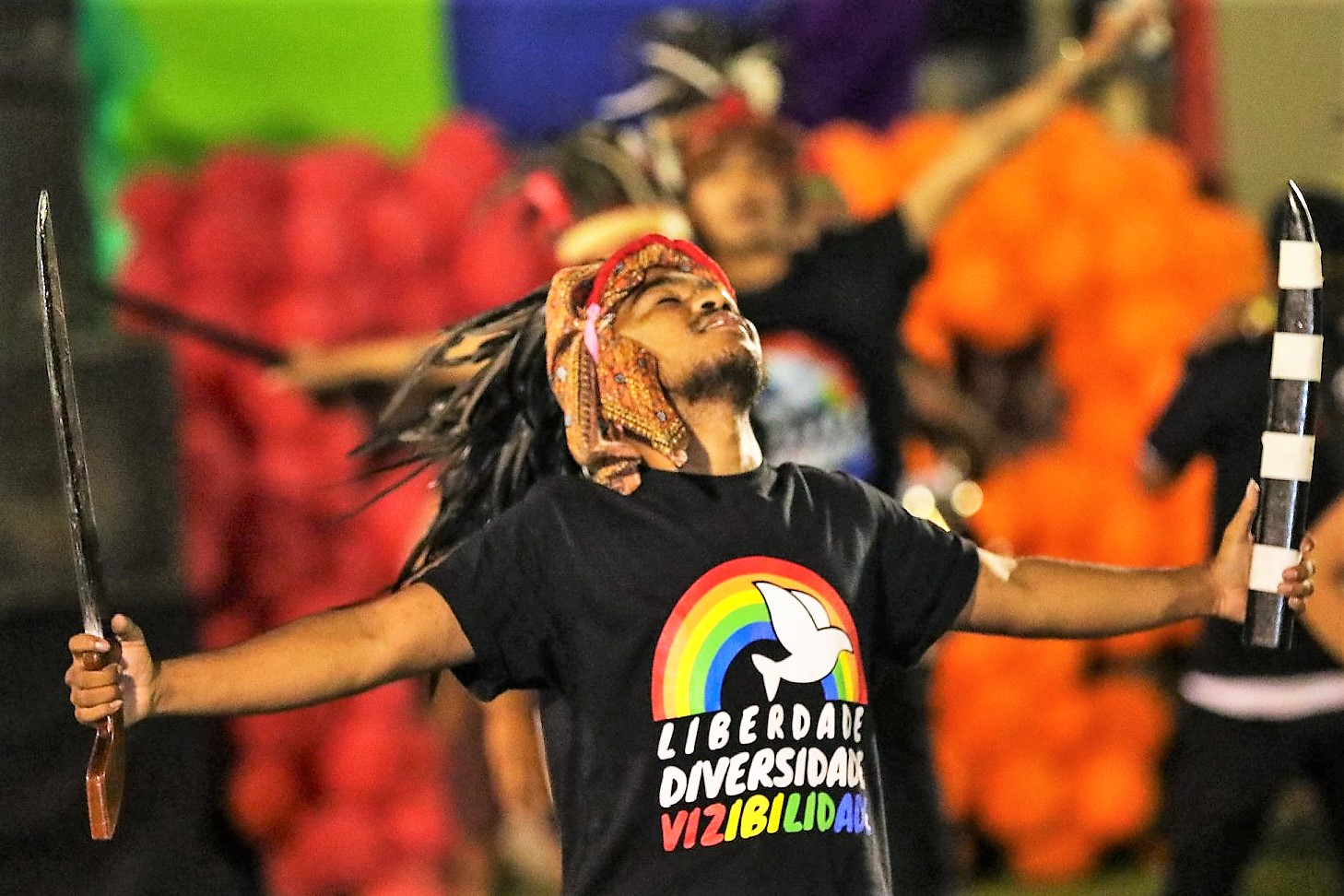
فخر المثليين في مارس 2019 في ديلي

في 29 يونيو 2017، نُظّم أول موكب فخر في تيمور الشرقية في العاصمة ديلي بحضور 500 شخص. تحدثت راهبة كاثوليكية في بداية الحدث. في نفس الأسبوع، أعلن رئيس وزراء تيمور الشرقية السابق روي ماريا دي أراخو أن «التمييز وعدم الاحترام والإيذاء تجاه الناس بسبب توجههم الجنسي أو هويتهم الجندرية لا يوفر أي فائدة لأمتنا».
يواصل الناشطون التحدث عن العنف ضد مجتمع الميم بشكل منتظم. في أبريل 2018، أطلقت منظمة المثليين التيموري «هاتوتان» (باللغة التيتومية: ل) فيلمًا وثائقيًا عن قبول المثليين داخل أسرهم، بعنوان «طريق القبول» (باللغة التيتومية: Dalan ba Simu Malu). حضر حفل الإطلاق الرئيس السابق ورئيس الوزراء السابق شانانا غوسماو وممثلون عن العديد من السفارات والمنظمات.
أقيمت مسيرة فخر المثليين الثانية في 20 يوليو 2018 في ديلي. شارك حوالي 1500 شخص، أي ثلاثة أضعاف مشاركة العام السابق. بدأ الحدث بعرض للفيلم الوثائقي المذكور أعلاه «طريق القبول» (باللغة التيتومية: Dalan ba Simu Malu)، تلاه مسيرة قادتها فرقة محلية عزفت أغاني مقاومة تيمورية تقليدية.

## تقارير حقوق الإنسان

### تقرير وزارة الخارجية الأمريكية 2017
في عام 2017، أبلغت وزارة الخارجية الأمريكية بما يلي، فيما يتعلق بحالة حقوق المثليين في تيمور الشرقية:
- أعمال العنف والتمييز وغيرها من الانتهاكات القائمة على التوجه الجنسي والهوية الجندرية
 "إن الدستور والقانون صامتان بشأن العلاقات الجنسية المثلية وغيرها من المسائل المتعلقة بالتوجه الجنسي والهوية الجندرية. عمل [مكتب أمين حقوق الإنسان والعدالة] مع منظمة المجتمع المدني "CODIVA" (التحالف من أجل التنوع والعمل) لزيادة الوعي حول المثليين والمثليات ومزدوجي التوجه الجنسي والمتحولين جنسياً، وثنائيي الجنس. فيما يتعلق بالعمليات المتاحة لشكاوى حقوق الإنسان. بينما كان الاعتداء الجسدي في الأماكن العامة أو من قبل السلطات العامة أمرًا غير شائعً، فقد تعرض الأشخاص من مجتمع الميم في كثير من الأحيان إلى الإساءة اللفظية والتمييز في بعض الخدمات العامة، بما في ذلك المراكز الطبية. كان المجتمع معرضًا بشكل خاص للمضايقات والتمييز، وقد أوضحت دراسة أجريت في نوفمبر/تشرين الثاني لصالح شبكة ريدي فيتو، وهي شبكة وطنية للدفاع عن النساء، تضم النساء المثليات ومزدوجات التوجه الجنسي والرجال المتحولين جنسياً في ديلي وبوبونارو استخدام أفراد الأسرة للاغتصاب التصحيحي والإيذاء البدني والنفسي والنبذ والتمييز والتهميش ضد الأفراد من مجتمع. كان التعليم مقصوراً على بعض الأشخاص من مجتمع الميم الذين تم نقلهم من منزل الأسرة أو الذين كانوا يخشون الإساءة في المدرسة. كان الطلاب المتحولون جنسيا أكثر عرضة للتنمر والانقطاع عن الدراسة في المرحلة الثانوية. في يونيو/حزيران، نظم أعضاء المجتمع المدني أول مسيرة فخر في تيمور الشرقية في ديلي. وشملت المسيرة مشاركة الطلاب والناشطين وممثل عن مكتب رئيس الوزراء. ثم التقى رئيس الوزراء آروجو مع منظمات المثليين ودعا إلى قبول أفراد من مجتمع الميم على حسابه الرسمي على فيسبوك وتويتر.[18]
- التمييز فيما يتعلق بالعمل والمهنة
«لا توجد حماية محددة ضد التمييز على أساس التوجه الجنسي.»[18]

## ملخص
| قانونية النشاط الجنسي المثلي                                                                  | (منذ عام 1975)                      |
| المساواة في السن القانوني للنشاط الجنسي                                                       | (منذ عام 1975)                      |
| قوانين مكافحة التمييز في التوظيف                                                              | No                                  |
| قوانين مكافحة التمييز في توفير السلع والخدمات                                                 | No                                  |
| قوانين مكافحة التمييز في جميع المجالات الأخرى (تتضمن التمييز غير المباشر، خطاب الكراهية)      | No                                  |
| جرائم الكراهية تشمل التوجه الجنسي                                                             | (منذ عام 2009)                      |
| قوانين مكافحة أشكال التمييز المعنية بالهوية الجندرية                                          | No                                  |
| زواج المثليين                                                                                 | No                                  |
| الاعتراف القانوني بالعلاقات المثلية                                                           | No                                  |
| تبني أحد الشريكين للطفل البيولوجي للشريك الآخر                                                | No                                  |
| التبني المشترك للأزواج المثليين                                                               | No                                  |
| يسمح للمثليين والمثليات ومزدوجي التوجه الجنسي والمتحولين جنسيا بالخدمة علناً في القوات المسلحة |                                     |
| الحق بتغيير الجنس القانوني                                                                    | No                                  |
| علاج التحويل محظور على القاصرين                                                               | No                                  |
| الحصول على أطفال أنابيب للمثليات                                                              | No                                  |
| الأمومة التلقائية للطفل بعد الولادة                                                           | No                                  |
| تأجير الأرحام التجاري للأزواج المثليين من الذكور                                              | (غير قانوني للأزواج المغايرين كذلك) |
| السماح للرجال الذين مارسوا الجنس الشرجي التبرع بالدم                                          | No                                  |